# Fort de Chapoly
Le fort de Chapoly est un fort construit en 1891 dans la commune de Saint-Genis-les-Ollières, à l'ouest de Lyon. Il est l'un des maillons de la deuxième ceinture de Lyon et plus globalement du système Séré de Rivières.

## Caractéristiques
Issu des dernières générations des forts Séré de Rivières, celui-ci est dépourvu de poudrière et est construit en béton. Il dispose d'un réseau sous-terrain et possède 3 hangars. De nos jours, l'architecture s'est diversifiée et le fort est aussi constitué de bâtîments des années 2000-2010.

## Histoire
Construit en 1891, le fort de Chapoly accueille durant la Première Guerre mondiale les troupes du 11e régiment d'artillerie à pied. Une fois la guerre achevée, le fort sert de lieu de détention des déserteurs jusqu'à la fin de la Seconde Guerre mondiale. Le fort accueille aussi le 298e régiment d'infanterie pendant la Drôle de guerre. À la suite de l'armistice du 22 juin 1940, le fort devient le lieu de détention des rafles menées par les partisans du régime de Vichy ; ainsi lors d'une rafle le 26 août 1942, une centaine de juifs, principalement des femmes et des enfants, sont internés au fort pendant plusieurs semaines avant d'être transférés vers le camp de regroupement de Vénissieux, puis au camp de Drancy pour finir au camp d'Auschwitz ; d'autres rafles, comme celle de février 1943 ont utilisé ce lieu. L'ouvrage militaire de Chapoly est finalement utilisé de trois manières pendant cette guerre jusqu'en 1945 : centre de groupement de travailleurs étrangers (portant le numéro 972), centre d'internement des ennemis du régime nazi et lieu disciplinaire.

## Utilisation contemporaine
Le fort devient propriété du Ministère de la Justice, détruisant une grande partie de l'ouvrage au profit d'un centre d'action éducative. Une partie des terrains de ce centre sont vendues par le ministère en mars 2012.
Le site est proposé pour accueillir, fin 2015, la population Roms en provenance de plusieurs camps de l’agglomération.

## Situation actuelle
Le fort n'est plus entretenu depuis plusieurs années et est fréquemment dégradé. Il s'élève sur deux niveaux principaux. La partie supérieure est un plateau où sont construits des bâtiments datant des années 2010 lors de son appropriation par le ministère de la Justice. La partie inférieure est elle plus hétérogène : trois hangars en béton dont la dates de construction est inconnue mais inférieure aux années 2010 sont situés à la gauche de l'entrée principale. Situés en face de l'entrée sont construits des bâtiments de l'ancien centre d'action éducative. Accessible par plusieurs bâtiments différents, un dédale de souterrain est enfoui sous terre et est partiellement condamné. 